# Stay (Bonnie-Bianco-&-Pierre-Cosso-Lied)
Stay ist eine Pop-Ballade des Duos Bonnie Bianco & Pierre Cosso aus dem Jahr 1984, die 1987 zu einem Charterfolg im deutschsprachigen Raum avancierte.

## Entstehung und Inhalt
Der Titel, ein Liebeslied, wurde von Guido de Angelis, Maurizio de Angelis (beide Oliver Onions), Cesare de Natale und Susan Duncan Smith geschrieben und von den De-Angelis-Brüdern und Cesare de Natale produziert. Er stammt aus dem italienischen TV-Mehrteiler Cinderella ’80 aus dem Jahr 1984, der auf dem Märchen Aschenputtel basiert. Bianco und Cosso spielten in diesem die Hauptrollen.

## Veröffentlichung und Rezeption
Die Single erschien zunächst 1984 bei Kangaroo Records. Auf der B-Seite befindet sich der Song No Tears Anymore von Bonnie Bianco. Von Februar bis März 1987 strahlte die ARD den Film als vierteilige Mini-Serie unter dem Titel Cinderella ’87 aus. Erneut war Stay der Titelsong und wurde dadurch in den deutschsprachigen Ländern zum Charterfolg. In der DDR war die Serie schon ein Jahr zuvor ausgestrahlt worden, allerdings mit einer anderen Synchronisation.
In den deutschen Charts erreichte Stay im März 1987 Platz eins. Insgesamt hielt sich der Titel 17 Wochen in den Charts. In Österreich erreichte Stay Platz drei. Dort verblieb der Song 16 Wochen in den Charts. In der Schweiz kam der Titel auf Platz zwei und hielt sich elf Wochen. Im gleichen Jahr erschien der Titel auf dem Soundtrack-Album Cinderella ’87. 1993 erschien ein Remix der Single bei Edelton. 1987 erschien auch eine deutsche Coverversion von Hannes Schöner & Kareena.